# Nacionalni sindikalizam
Nacionalni sindikalizam je prilagođavanje sindikalizma integralnome nacionalizmu. Razvio se u Francuskoj, a zatim se proširio na Italiju, Španjolsku i Portugal.
Francuski nacionalni sindikalizam bila je prilagodba revolucionarnoga sindikalizma Georgesa Sorela monarhističkoj ideologiji integralnoga nacionalizma, kako ga je prakticirala Activity Française, francuski nacionalističko-monarhistički pokret, koji je predvodio Charles Maurras.
Godine 1900. Charles Maurras je u novinama Activity Fraçaise objavio da je antidemokratski socijalizam "čisti" i ispravan oblik socijalizma. Od tada, on i drugi članovi Activity Française (poput Jacquesa Bainvillea, Jean Rivaina i Georgesa Valoisa) zainteresirani za Sorelovu misao raspravljali su o sličnosti pokreta na konferencijama Activity Française i u esejima objavljenim u novinama pokreta, nadajući se uspostaviti suradnju s revolucionarnim sindikalistima. Takva je suradnja uspostavljena 1908. sa skupinom sindikalnih vođa predvođenom Émileom Janvionom. Kao rezultat ove suradnje, Janvion je osnovao časopis Terre libre (Slobodna zemlja).
Georges Sorel ponekad se opisuje kao otac revolucionarnog sindikalizma. Podržavao je vojnički (militantni) sindikalizam u borbi protiv koruptivnih utjecaja parlamentarnih stranaka i politike, čak i ako su zakonodavci bili socijalisti. Kao francuski marksist koji je istodobno podržavao Lenjina, boljševizam i Mussolinia početkom 1920.-ih, Sorel je promicao uzrok proletarijata u klasnoj borbi i"katastrofalnu polarizaciju" koja bi nastala kroz stvaranje društvenih mitova općenito štrajkovi. Namjera sindikalizma bila je organiziranje štrajkova za ukidanje kapitalizma; ne zamijeniti ga državnim socijalizmom, već izgraditi društvo proizvođača iz radničke klase. Ovaj Sorel je smatran "istinski istinitim" marksizmom. 
Godine 1909. integralni nacionalisti Activity Française počeli su surađivati sa Sorelom. Veza je nastala nakon što je Sorel pročitao drugo izdanje Maurrasove knjige Enquête sur la monarchie. Maurras je u knjizi povoljno spomenuo Sorela i revolucionarni sindikalizam te je čak i poslao primjerak novoga izdanja Sorelu. Sorel je pročitao knjigu i u travnju 1909. napisao pismo hvale Maurrasu. Tri mjeseca kasnije, 10. srpnja, Sorel je u Il Divenire sociale (vodećemu časopisu talijanskog revolucionarnog sindikalizma) objavio esej kojim je izrazio divljenje Maurrasu i Activity Française. Sorel je svoju podršku zasnovao na svojoj antidemokratskoj misli. Na primjer, tvrdio je da Activity Françaisebila jedina snaga sposobna za borbu protiv demokracije. Akcija Française ponovo je tiskala esej u svojim novinama 22. kolovoza pod naslovom „Antiparlamentarni socijalisti”.